# PolskiBus
PolskiBus — бывшая польская автотранспортная компания со штаб-квартирой в Варшаве, осуществлявшая междугородние и международные пассажирские автоперевозки. Один из ведущих лоукост-операторов европейского рынка автобусных перевозок.

## История
Компания с шотландскими инвестициями «PolskiBus» основана в 2010 году. С 2011 года на европейском рынке пассажирских перевозок. Была составляющей «Souter Holdings Poland sp. z o.o.», дочерней компании шотландской «Highland Global Transport». По данным 2012 года компания перевозила 100 000 пассажиров в месяц. По состоянию на 2014 год компанией перевезено 5 млн пассажиров. В 2015 году компания отмечена Европейской бизнес-премией в категории «Национальный лидер». До 2016 года перевезено более 16 млн пассажиров.
18 декабря 2017 года было объявлено о слиянии компании с немецким автоперевозчиком «FlixBus». В мае 2018 года осуществлен ребрендинг автобусного парка на «FlixBus» и ликвидация «PolskiBus».